# 科爾欽 (拉傑霍夫區)
50°20′15″N 24°23′44″E / 50.33750°N 24.39556°E
科爾欽（烏克蘭語：Корчин），是烏克蘭西部的村莊，隸屬利維夫州的舍普季茨基區。該村面積2.88平方公里，海拔高度208米，2001年人口1,281，人口密度每平方公里444.79人。